# Podargus
Genre
Podargus est une espèce d'oiseaux de la famille des Podargidae.

## Liste d'espèces
Selon la classification de référence du Congrès ornithologique international (version 2.9, 2011) :
- Podargus ocellatus Quoy & Gaimard, 1830 – Podarge ocellé
- Podargus papuensis Quoy & Gaimard, 1830 – Podarge papou
- Podargus strigoides (Latham, 1802) – Podarge gris